# Scholzit
Scholzit ist ein selten vorkommendes Mineral aus der Mineralklasse der „Phosphate, Arsenate und Vanadate“ mit der vereinfachten chemischen Zusammensetzung CaZn2(PO4)2·2H2O (genauer Ca[6]Zn2[4][PO4]2·2H2O) und damit chemisch gesehen ein wasserhaltiges Calcium-Zink-Phosphat.
Scholzit kristallisiert im orthorhombischen Kristallsystem und entwickelt dicktafelige bis leistenförmige oder durch Zwillingsbildung kurzprismatisch-pseudohexagonale Kristalle bis etwa 2,5 cm Größe, die nach der c-Achse [001] gestreckt sind.
In reiner Form ist Scholzit farblos und durchsichtig mit einem glasähnlichen Glanz auf den Oberflächen. Durch vielfache Lichtbrechung aufgrund von Gitterfehlern oder polykristalliner Ausbildung kann er aber auch durchscheinend weiß oder grauweiß bis hellgrau sein und durch Fremdbeimengungen selten auch eine zitronengrüne bis gelbe oder rötlichbraune Farbe annehmen. Seine Strichfarbe ist allerdings immer weiß.

## Etymologie und Geschichte
Erstmals entdeckt wurde das bisher unbekannte Mineral im Feldspat-Pegmatit bei Hagendorf-Nord und -Süd nahe Pleystein (Oberpfalz) in Bayern. In einer kurzen Vortragsnotiz von 1948 beschrieb Karl Hugo Strunz einige Eigenschaften des Minerals und gab ihm den Namen Scholzit, zu Ehren des Regensburger Mineraliensammlers, Chemikers und Fabrikbesitzers Adolf Scholz (auch Adolph Scholz, 1894–1950). Eine vollständige Analyse konnte zu diesem Zeitpunkt nicht durchgeführt werden, da das erste Typmaterial während der Wirren des Zweiten Weltkriegs verloren gegangen war.
Die danach weitergeführten Grubenabbaue ermöglichten die Förderung von neuem Typmaterial. Ebenso konnten weitere Stufen aus der aufgelassenen Grube Hagendorf-Nord aus älteren Sammlungen zugeordnet und untersucht werden. Somit war es Strunz in Zusammenarbeit mit Christel Tennyson möglich, genaue chemische und kristallographische Analysen durchzuführen. Ihre Ergebnisse publizierten sie 1956 im Fachmagazin Zeitschrift für Kristallographie.
Das Typmaterial des Minerals wird im Natural History Museum (NHM) in London unter der Katalog-Nummer BM 1961,14 (Cotyp) und im National Museum of Natural History (NMNH) in Washington, D.C. unter der Katalog-Nr. 106411 (Cotyp) aufbewahrt. Das ursprünglich im ehemaligen Staatlichen Forschungsinstitut für angewandte Mineralogie der Universität Regensburg (SFAM) unter der Katalog-Nr. 4001 aufbewahrte Holotyp-Material, dessen Sammlung ins Museum Mineralogia München (ehemals Museum Reich der Kristalle) übernommen wurde, ging im 2. Weltkrieg verloren.
Da der Scholzit bereits vor der Gründung der International Mineralogical Association (IMA) 1958 bekannt und als eigenständige Mineralart anerkannt war, wurde dies von ihrer Commission on New Minerals, Nomenclature and Classification (CNMNC) übernommen und bezeichnet den Scholzit als sogenanntes „grandfathered“ (G) Mineral. Die ebenfalls von der IMA/CNMNC anerkannte Kurzbezeichnung (auch Mineral-Symbol) von Scholzit lautet „Slz“.

## Klassifikation
Bereits in der veralteten 8. Auflage der Mineralsystematik nach Strunz gehörte der Scholzit zur Mineralklasse der „Phosphate, Arsenate und Vanadate“ und dort zur Abteilung der „Wasserhaltige Phosphate, Arsenate und Vanadate ohne fremde Anionen“, wo er zusammen mit Volborthit die „Scholzit-Volborthit-Gruppe“ mit der System-Nr. VII/C.03 und dem weiteren Mitglied Fervanit bildete.
Im zuletzt 2018 überarbeiteten und aktualisierten Lapis-Mineralienverzeichnis nach Stefan Weiß, das sich aus Rücksicht auf private Sammler und institutionelle Sammlungen noch nach dieser alten Form der Systematik von Karl Hugo Strunz richtet, erhielt das Mineral die System- und Mineral-Nr. VII/C.16-020. In der „Lapis-Systematik“ entspricht dies ebenfalls der Abteilung „Wasserhaltige Phosphate, ohne fremde Anionen“, wo Scholzit zusammen mit Fluckit und Parascholzit die unbenannte Gruppe VII/C.16 bildet.
Auch die von der International Mineralogical Association (IMA) zuletzt 2009 aktualisierte 9. Auflage der Strunz’schen Mineralsystematik ordnet den Scholzit in die Abteilung der „Phosphate usw. ohne zusätzliche Anionen; mit H2O“ ein. Diese ist allerdings weiter unterteilt nach der relativen Größe der beteiligten Kationen, so dass das Mineral entsprechend seiner Zusammensetzung in der Unterabteilung „Mit kleinen und großen/mittelgroßen Kationen“ zu finden ist, wo es als Namensgeber die „Scholzitgruppe“ mit der System-Nr. 8.CA.45 und dem weiteren Mitglied Parascholzit bildet.
Die vorwiegend im englischen Sprachraum gebräuchliche Systematik der Minerale nach Dana ordnet den Scholzit ebenfalls in die Klasse der „Phosphate, Arsenate und Vanadate“ und dort in die Abteilung der „Wasserhaltige Phosphate etc.“ ein. Hier ist er als einziges Mitglied in der unbenannten Gruppe 40.02.06 innerhalb der Unterabteilung „Wasserhaltige Phosphate etc., mit A2+(B2+)2(XO4) × x(H2O)“ zu finden.

## Chemismus
In der (theoretisch) idealen Zusammensetzung von Scholzit (CaZn2(PO4)2·2H2O) besteht das Mineral im Verhältnis aus einem Teil Calcium (Ca), zwei Teilen Zink (Zn) und zwei Teilen des Phosphatkomplexes PO4 (= ein Phosphor- und 4 Sauerstoffatome) sowie zwei Teilen Kristallwasser (H2O). Das entspricht einem Massenanteil (Gewichtsprozent) in atomarer Form von 10,10 Gew.-% Ca, 32,96 Gew.-% Zn, 15,61 Gew.-% P, 40,31 Gew.-% O und 1,02 Gew.-% H oder in der Oxidform 14,13 Gew.-% Calciumoxid (CaO), 41,02 Gew.-% Zinkoxid (ZnO), 35,77 Gew.-% Phosphorpentoxid (P2O5) und 9,08 Gew.-% H2O.
Die Analyse des natürlichen Typmaterials aus den Hagendorfer Gruben ergab dagegen eine leicht abweichende Zusammensetzung von 14,29 Gew.-% CaO, 35,70 Gew.-% ZnO, 35,99P2O5 und 10,36 Gew.-% H2O sowie Fremdbeimengungen von 1,36 Gew.-% Mangan(II)-oxid (MnO), 0,94 Gew.-% Magnesiumoxid (MgO) und 0,38 Gew.-% Eisen(II)-oxid (FeO). Hinzu kommt ein nicht weiter analysierter Rest von 0,88 Gew.-%.
Diese Werte korrespondieren mit der empirischen Formel Ca1,00(Zn1,72Mg0,09Mn0,08Fe0,02)Σ=1,91(PO4)1,99·2,26H2O, die zur eingangs genannten Formel idealisiert wurde.

## Kristallstruktur
Scholzit kristallisiert in der orthorhombischen Raumgruppe Pbc21 (Raumgruppen-Nr. 29, Stellung 2) mit den Gitterparametern a = 17,15 Å; b = 22,24 Å und c = 6,67 Å sowie 12 Formeleinheiten pro Elementarzelle.
Die Kristallstruktur von Scholzit besteht aus Ketten von eckenteilenden ZnO4-Tetraedern parallel der c-Achse [001], die durch inselartige PO4-Tetraeder zu Schichten senkrecht zur a-Achse beziehungsweise parallel der Ebene ‚b-c‘ verbunden. Die Schichten sind durch Ca-Polyeder miteinander verbunden.
| Kristallstruktur von Scholzit |
| --- |
| - mit Blickrichtung parallel zur a-Achse - mit Blickrichtung parallel zur b-Achse - mit Blickrichtung parallel zur c-Achse - räumliche Darstellung in der kristallographischen Standardausrichtung - als Polyedermodell mit freier Achsenstellung |
| Farblegende: 0 _ Ca 0 _ Zn 0 _ P 0 _ O |

## Modifikationen und Varietäten
Die Verbindung CaZn2(PO4)2·2H2O ist dimorph und kommt in der Natur neben dem orthorhombisch kristallisierenden Scholzit noch als monoklin kristallisierender Parascholzit vor.

## Bildung und Fundorte

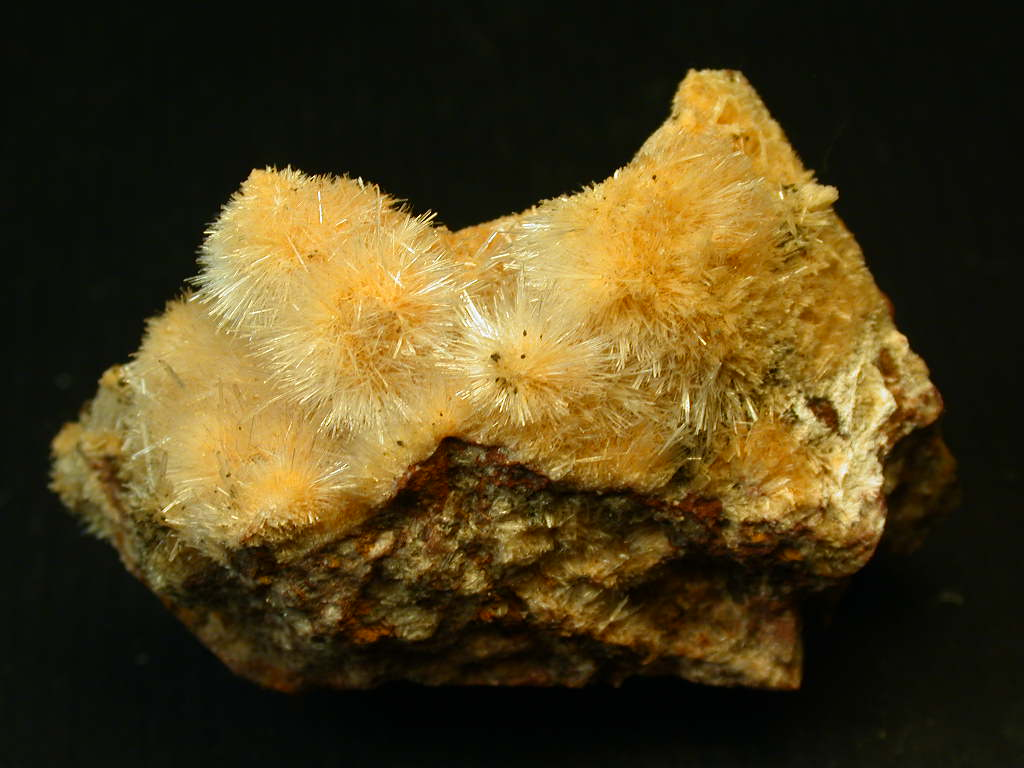
Mineral-Aggregat mit durch Fremdbeimengungen leicht gelblich gefärbten, nadeligen Scholzitkristallen vom Reaphook Hill, Flinderskette, Südaustralien

An seiner Typlokalität, den Feldspat-Pegmatit-Gruben von Hagendorf-Nord und -Süd in Bayern, fanden sich Quarz, Apatit, Triphylin und Sphalerit (Zinkblende) als primäre Bildungen in muskovitreichen Bereichen von zink- und phosphathaltigen Granit-Pegmatiten und Sedimenten. Scholzit bildete sich hier sekundär aufgrund der Wechselwirkung von Phosphat- und Zn-haltigen Reaktionslösungen. Als weitere sekundäre Bildung fand sich das Eisen-Zink-Phosphat Phosphophyllit. Als weitere Folge wurde der vorhandene Apatit ausgelaugt und der Triphylin überwiegend in Vivianit umgewandelt. Des Weiteren werden in anderen Quellen als weitere Begleitminerale an der Typlokalität noch Parascholzit und Triplit aufgeführt.
Als seltene Mineralbildung konnte Scholzit nur an wenigen Orten nachgewiesen werden, wobei weltweit bisher rund 20 Fundstätten dokumentiert sind (Stand 2023). In Deutschland trat das Mineral außer an seiner Typlokalität bei Hagendorf-Nord und -Süd in Bayern noch im Erzbergwerk Rammelsberg im niedersächsischen Landkreis Goslar und auf den Schlackenhalden der ehemaligen Zinkhütte Genna bei Letmathe (Iserlohn) in Nordrhein-Westfalen auf.
In Südaustralien fand sich Scholzit zusammen mit Collinsit und Parahopeit am Reaphook Hill im Süden der Flinderskette und in der Blei-Zink-Silber-Grube „Kabwe“ in Sambia trat als Begleitmineral Tarbuttit hinzu.
Weitere Fundorte liegen unter anderem in Belgien (Wallonien), China (Yunnan), Frankreich (Nouvelle-Aquitaine), Italien (Sardinien), Namibia (ǁKharas), Spanien (Kastilien und León), Tschechien (Pilsen) und den Vereinigten Staaten von Amerika (Arizona, Nevada, New Mexico, North Carolina, South Dakota, Virginia).